# Киструга, Зинаида Николаевна
Киструга, Зинаида Николаевна (рум. Zinaida Chistruga; 27 ноября 1954, Бельцы, Молдавская ССР, СССР — 12 сентября 2013, Мюнхен, Германия) — молдавский политик, депутат Парламента Республики Молдова с 2009 года.

## Биография
1975—1978 — инструктор, секретарь городского комитета Комсомола города Бельцы.
1978—1980 — начальник отдела в ЦК ВЛКСМ в МССР.
1980—1983 — первый секретарь городского комитета Бельцы Комсомола.
1983—1988 — секретарь городского комитета партии в Бельцы.
1988—1991 — начальник сектора в ЦК Компартии МССР.
1991—1994 — советник Республиканского комитета профсоюза строителей.
1994—1997 — советник министра коммуникаций и сведений.
1997—2001 — главный консультант в Аппарате Президента Республики Молдова.
2001—2009 — генеральный директор Лицензионной Палаты Республики Молдова.
2009—2013 — депутат Парламента Республики Молдова VII и VIII созывов, вице-председатель парламентской комиссии по экономике, бюджету и финансам.
Скончалась 12 сентября 2013 года в одной из больниц Мюнхена (Германия). Последние месяцы жизни депутата прошли в борьбе с неизлечимой болезнью.